# آلفا گروپ
آلفا گروپ (انگلیسی: Alpha Group) شرکت رسانه‌ای چینی است، که در سال ۱۹۹۳ تأسیس شد.